# Kastrierte Philosophen
Kastrierte Philosophen (рус. Кастрированные философы) — немецкая независимая рок-группа.

## История группы
Группа образована в 1981 году Маттиасом Арфманном (р. 1964) и Катрин Ахингер (р. 1962). До этого музыканты играли в собственных подростковых панк-группах. Название коллектива было предложено Катрин. Сотрудничество началось с записи двух мини-альбомов - Decadent Toys и Heroin live. Петер Богнер, оценив записи, снял о новой группе фильм «Stählerne Träume in F-Moll». После череды мини-альбомов и дебютного альбома Love Factory, в 1986 году на лейбле Staccato Studio/Hannover группа выпустила альбом Insomnia, получивший известность за пределами Германии и одобренный немецкой и европейской (NME) критикой. На протяжении существования группы в неё входили различные музыканты (относительно постоянно с 1988 года  с группой работал барабанщик Rüdiger Klose). В связи с этим звучание группы было разнообразным, с элементами психоделического рока, хип-хопа, даба, при неизменном сопровождении надрывно-меланхолического вокала Катрин Ахингер.  С начала 1990-х годов группа периодически прекращала работу, члены группы занимались сольными проектами. Последний альбом выпущен в 1996 году, официально группа закончила существование в 1997 году. С тех пор Маттиас Арфманн занимается продюсерской деятельностью на своей студии Turtle Bay Country Club. Катрин Ахингер работает с коллективом Flight Crew, исполняя в том числе старые композиции Kastrierte Philosophen.

## Избранная дискография
- Kastrierte Philosophen (Mini-LP) (1983)
- Lens Reflects Fear (Mini-LP) (1984)
- Love Factory (1985)
- Insomnia (1986)
- Between Shootings (1987)
- Tyrants & Poolsharks (1988)
- Kastrierte Philosophen (1988) (Compilation)
- Nerves (1989)
- Leipzig D.C. (1990)
- Eskimo Summer (1991)
- Souldier (1994)
- Rub Out The World (Mini-LP) (1994)
- Souldier Nonstop (альбом ремиксов) (1995)
- Where Did Our Love Go (1996)
- Non Stop People (альбом ремиксов) (1997)